# Fardegalijn

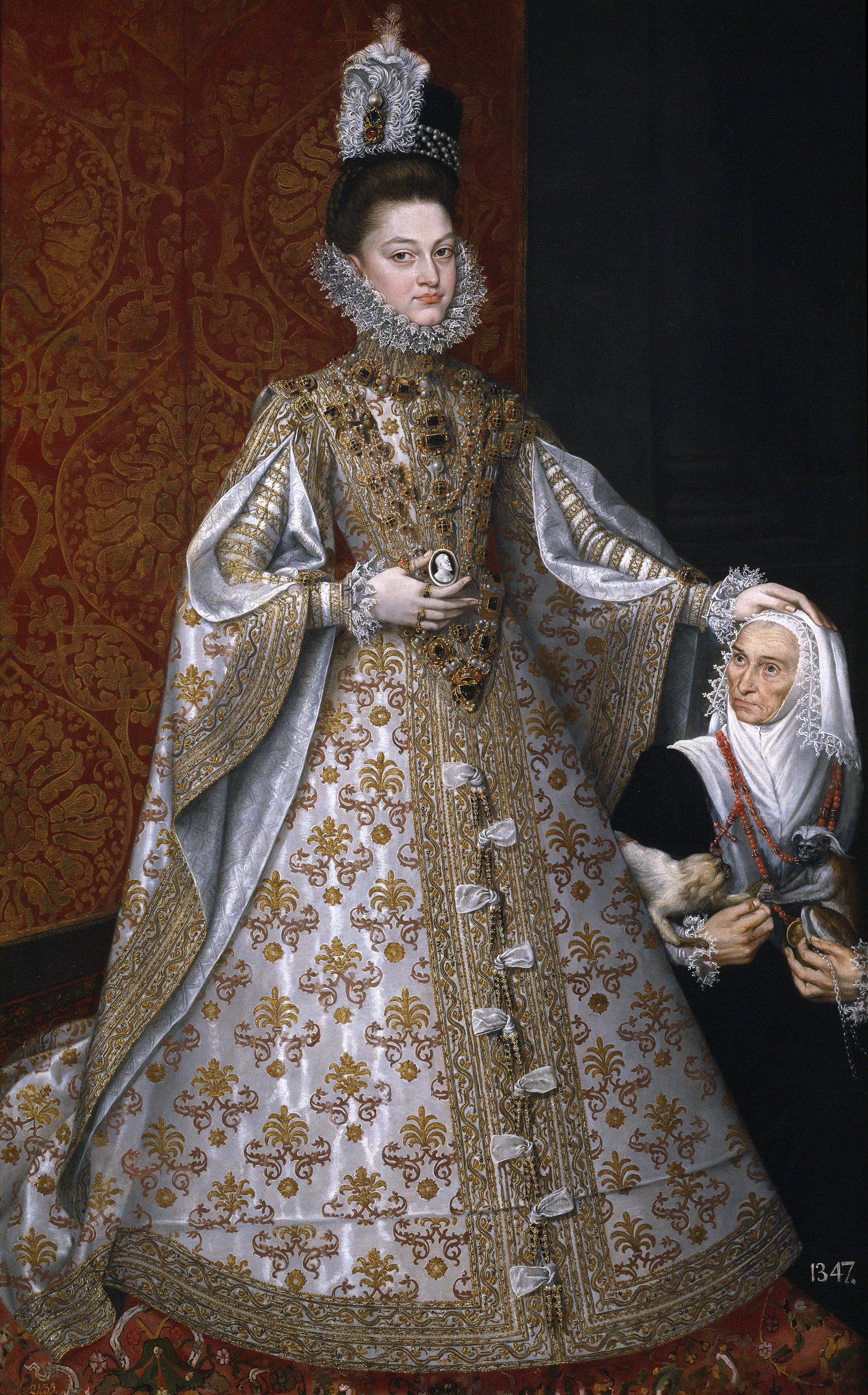
Isabella van Spanje met de dwerg Magdalena Ruiz. Isabella draagt hier een fardegalijn onder haar kleding

Een fardegalijn of verdegaal is een soort onderkleding die door Westerse Europese vrouwen gedragen werd in de 16e en 17e eeuw. De verdegaal hield de rok in de gewenste wijde vorm. De fardegalijn bestond in drie verschillende types:
- in de vorm van een kegel (Spaans)
- in de vorm van een staande rol (Frans)
- in de vorm van een wiel (geëvolueerd vanuit de Franse versie en in Engeland gedragen)  - Kegelvormig
  - Rolvormig
  - Wielvormig

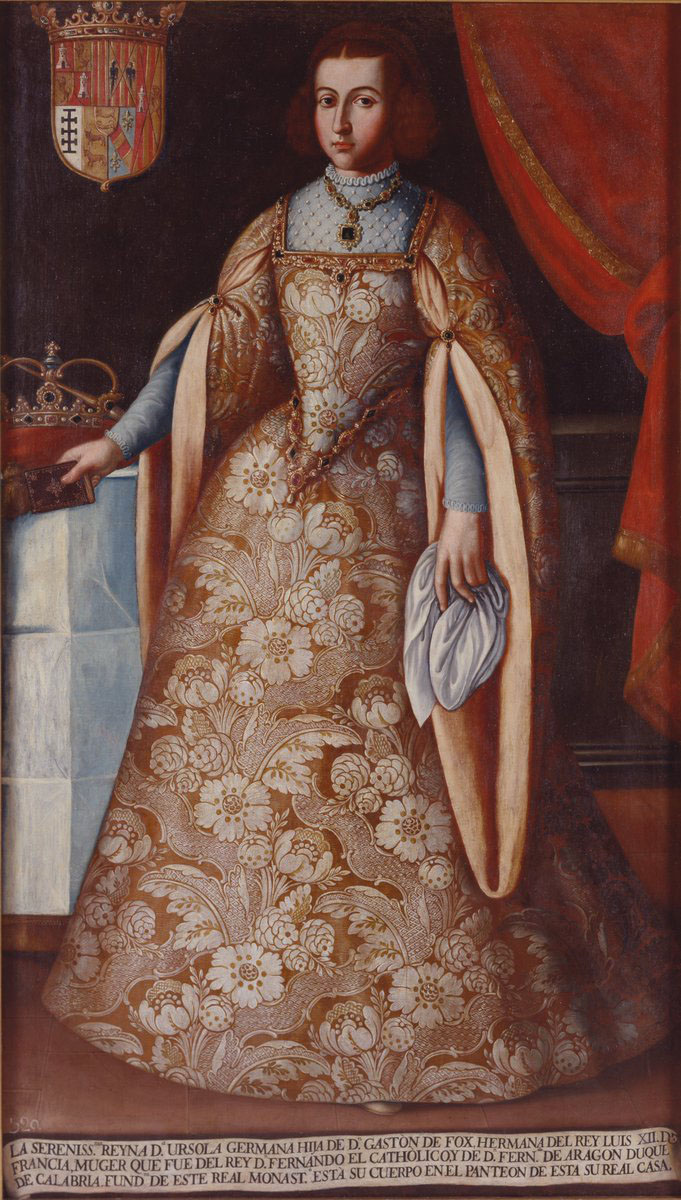
Kegelvormig
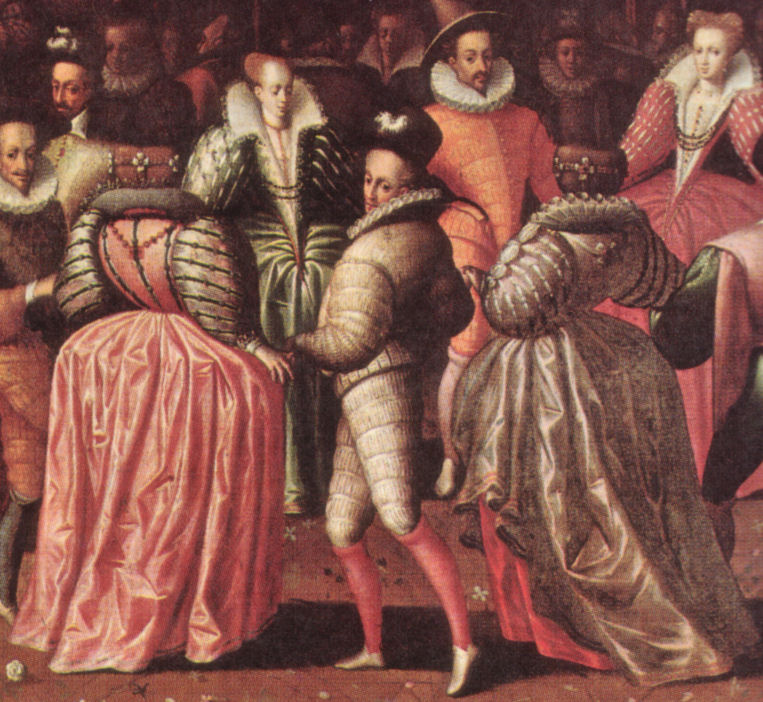
Rolvormig
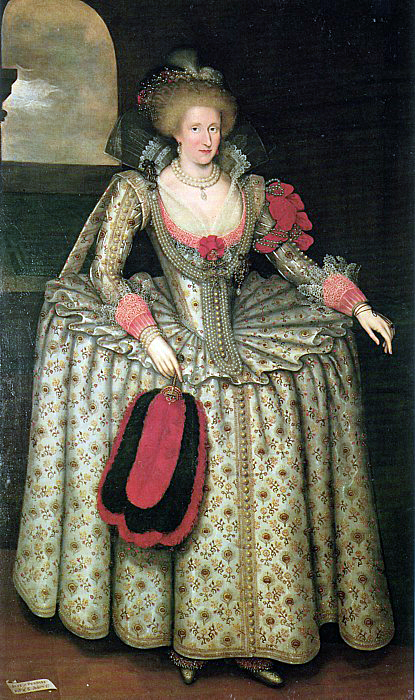
Wielvormig

Een fardegalijn bestond uit een kussen, dat om de heupen werd gedragen. Aan dat kussen waren hoepels van meestal balein vastgemaakt. Er werden ook wel wilgentenen gebruikt. Deze onderdelen waren omwikkeld met stof.
Het kledingstuk kwam oorspronkelijk uit Spanje. Het woord fardegalijn is een verkleinwoord van het Franse woord verdugalin (tegenwoordig vertugadin)

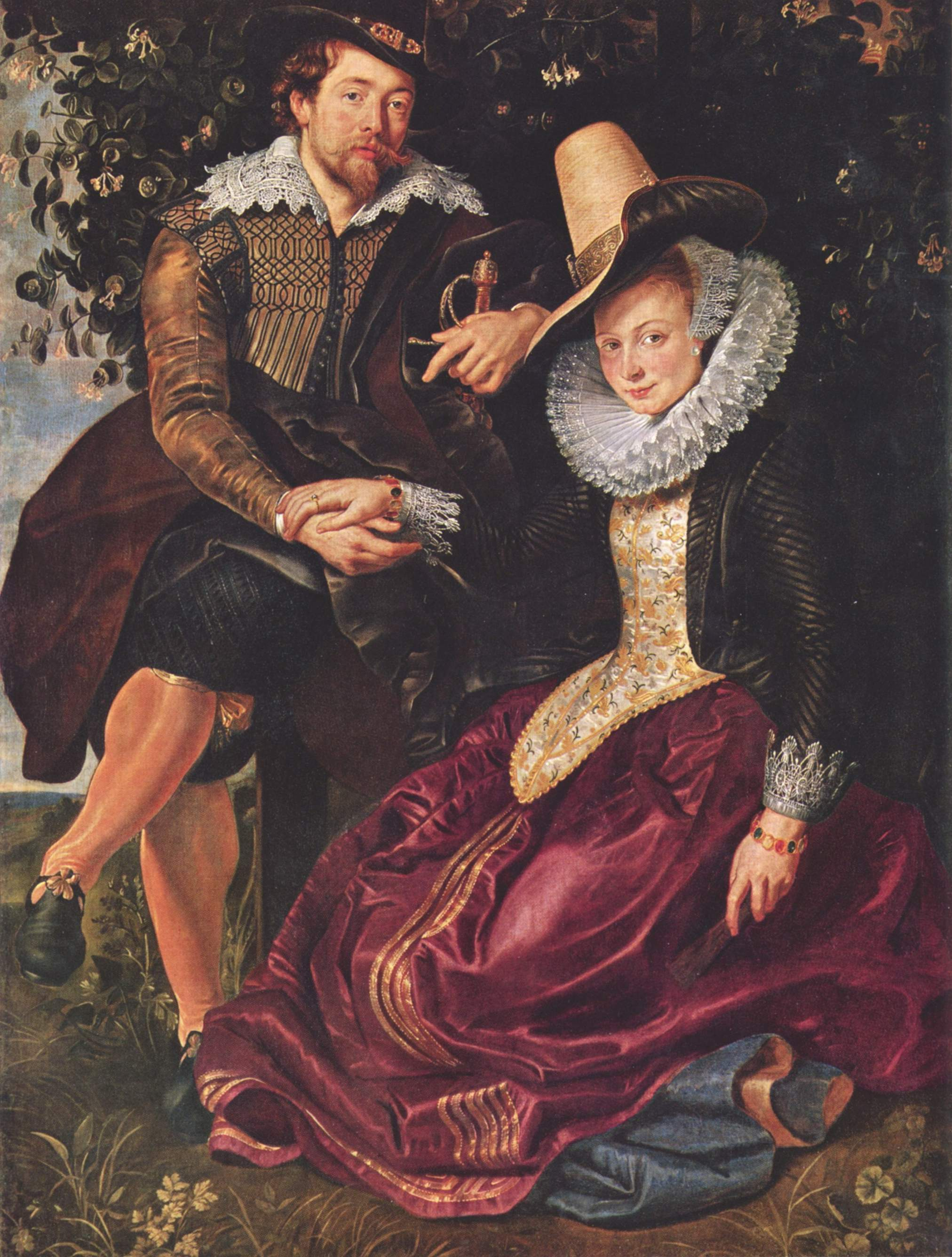
Zelfportret van Rubens met zijn eerste vrouw Isabella Brant.

In Nederland werd de fardegalijn gedragen door vrouwen met een hoge sociale status. Zij volgden de Spaanse mode die door Isabella van Spanje (1566 – 1633) naar de lage landen werd gebracht. Zij was vorstin en landvoogdes van de Zuidelijke Nederlanden. In Nederland werd de verdegaal aan de lokale smaak aangepast.

## Wetenswaardigheden
- In de 18e eeuw werden paniers gedragen, die de rok vooral aan de zijkanten breder maakten.
- De hoepelrok of crinoline, ook vaak gemaakt met baleinen, lijkt op de verdegaal, maar werd in de 19e eeuw gedragen en is over het algemeen veel wijder dan een verdegaal.
- In de jaren 50 van de twintigste eeuw droegen vrouwen een petticoat om de rok, die toen veel korter was, wijder te maken.